# 담도경
담도경(譚道經, 1956-2016)은 한국 화교 2세대로서 교사이자 교수였다.
한성화교중학교(서울시 서대문구 연희동)에서 오랜 시간동안 교편을 잡았으며, 서울교육대학교에서 오랜 시간 중국어 강사 및 교수였고, 극동대학교에서도 가르쳤다.
한성화교중학교, 한성화교고등학교를 졸업하고, 성균관대학교 경영학과에서 학사학위를 취득 후 단국대학교에서 한문교육과 석사를 수료하였다.
1992년 8월 24일 대한민국과 중화민국(자유중국, 대만)과 단교하고 중화인민공화국과 수교하는 날, '짓밟힌 어느 잡초의 소리'라는 글을 써서 배포한 일이 고등학교 『정치』 교과서에 실렸다.(한국교육개발원, 『정치』, 1998.3.1발행, 244쪽.)
화교로서 여러 매체를 통해 화교의 삶의 자리와 현실에 대해서 인터뷰를 하였고, 화교의 입장을 잘 대변하였다.
서울교육대학교에서 재직 당시 중화민국(대만) 및 중화인민공화국의 여러 대학교와 자매결연을 할 수 있도록 실질적인 역할을 하였다.
아울러, 서울교육대학교 중국어문연구회(중연)의 지도교수였다.
2016년 3월 16일, 급성심근경색으로 별세하였다.
그의 생에와 삶에 대한 이야기는 자서전 격인 글로 새얼문화재단의 '황해문화'에 "화교로서 걸어온 길"로 실려있다.(황해문화 통권 제81호 2013.12 195 - 208 (14page))
가족으로는 전 현대자동차그룹 담도굉 부사장이 있다.